# Gasthaus (Oberliezheim)

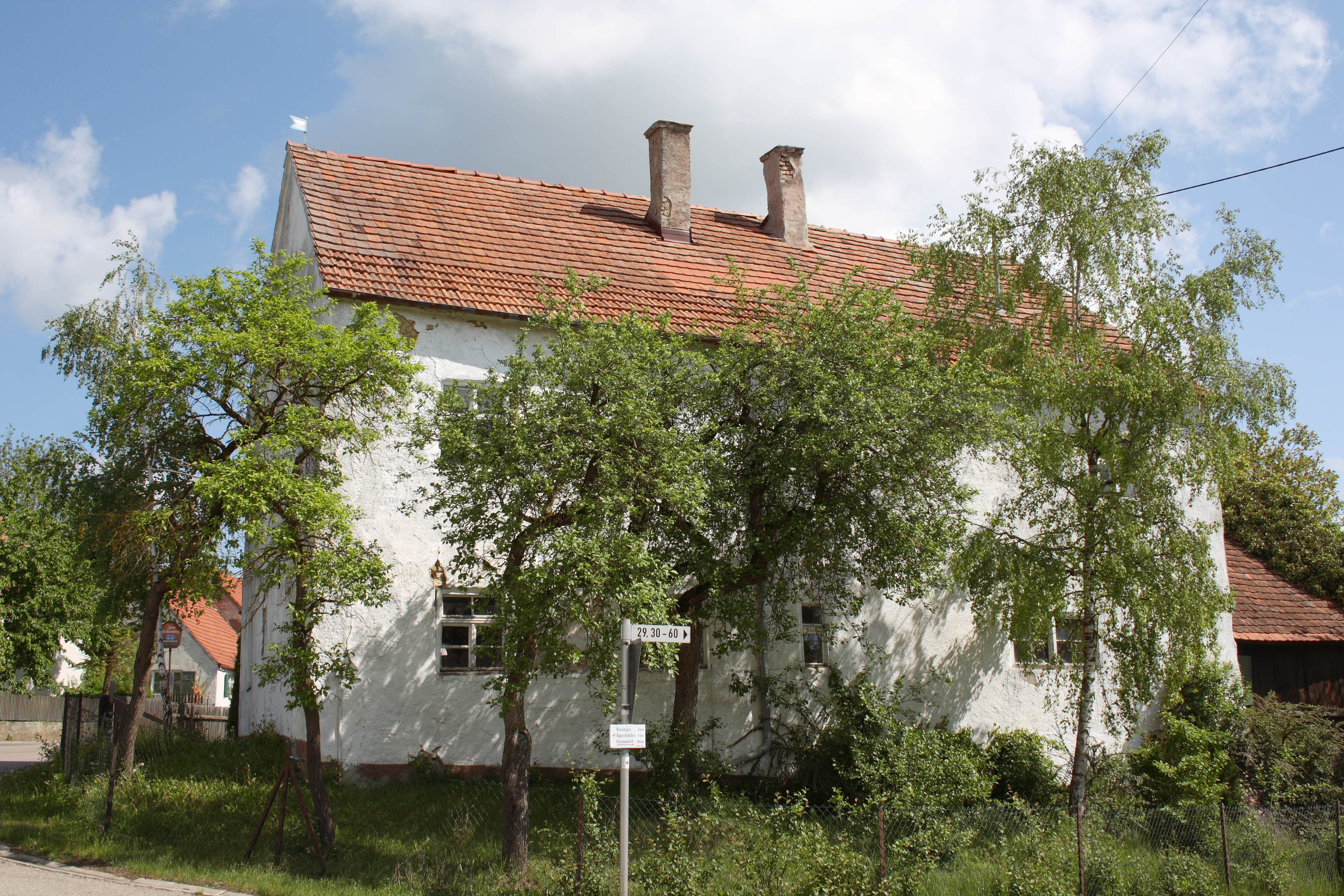
Ehemaliges Gasthaus in Oberliezheim

Das Gasthaus in Oberliezheim, einem Gemeindeteil von Bissingen im schwäbischen Landkreis Dillingen an der Donau in Bayern, wurde im Kern im 18. Jahrhundert errichtet und später verändert. Das Gasthaus mit der Adresse Oberliezheim 27 stand auf der Liste der geschützten Baudenkmäler in Bayern. Im August 2021 lag eine Abrissgenehmigung vor, die bis spätestens September 2022 auch umgesetzt wurde.
Der zweigeschossige Satteldachbau besitzt drei zu zwei Fensterachsen.